# Yoann Djidonou
Yoann Djidonou, né le 17 mai 1986 à Domont (Val-d'Oise), est un footballeur international béninois. 
Il a participé à la Coupe d'Afrique des nations 2008 puis à la Coupe d'Afrique des nations 2010 avec l'équipe du Bénin.

## Sélections
- International béninois depuis 2007 (20 sélections).